# Szkoła latania (album)
Szkoła latania – drugi album zespołu Ptaky z 2008 roku. Album można za darmo wysłuchać w formacie mp3 w serwisie Muzzo.pl oraz ściągnąć z oficjalnej strony zespołu.

## Lista utworów
1. CoeXisT - 1:48
2. Kaznodzieja - 4:19
3. Taniec z manekinem - 3:46
4. Boją się ludzie - 4:02
5. Są takie dni - 3:43
6. Zapałki marzeń - 4:26
7. Ana - 4:05
8. Zaklęty dom - 4:35
9. Żaba - 5:12
10. Jak ptaki na wietrze - 3:00
11. Pielgrzym - 4:31
12. Zanim przyjdę - 4:05

## Twórcy
Ptaky
- Sebastian Makowski - śpiew
- Piotr Łukaszewski - gitara prowadząca, instrumenty klawiszowe
- Daniel Werner - perkusja, loopy
- Marcin Kłosowski - gitara basowa
- Krzysztof Dobiszewski - gitara rytmiczna

Muzycy sesyjni
- Magdalena Koronka - skrzypce - utwór (5)
- Wojciech Horny - instrument klawiszowy - utwór (6)
- Ewa Wentland - śpiew - utwór (3)
- Adam Leon Urbanowicz - fortepian - utwory (4), (10)